# Seven de Japón 2000
El Seven de Japón de 2000 fue la séptima edición del torneo de rugby 7, fue el noveno torneo de la primera temporada de la Serie Mundial Masculina de Rugby 7.
Se disputó en la instalaciones del Chichibunomiya Rugby Stadium de Tokio.

## Fase de grupos

### Grupo A
| Equipo             | Encuentros | Encuentros | Encuentros | Encuentros | Tantos  | Tantos    | Tantos     | Puntos |
| Equipo             | jugados    | ganados    | empatados  | perdidos   | a favor | en contra | diferencia | Puntos |
| ------------------ | ---------- | ---------- | ---------- | ---------- | ------- | --------- | ---------- | ------ |
| Fiyi               | 3          | 3          | 0          | 0          | 147     | 10        | 137        | 9      |
| Papúa Nueva Guinea | 3          | 2          | 0          | 1          | 106     | 40        | 66         | 7      |
| Hong Kong          | 3          | 1          | 0          | 2          | 31      | 106       | −75        | 5      |
| Sri Lanka          | 3          | 0          | 0          | 3          | 14      | 142       | −128       | 3      |

Nota: Se otorgan 3 puntos al equipo que gane un partido, 2 al que empate y 1 al que pierda

### Grupo B
| Equipo         | Encuentros | Encuentros | Encuentros | Encuentros | Tantos  | Tantos    | Tantos     | Puntos |
| Equipo         | jugados    | ganados    | empatados  | perdidos   | a favor | en contra | diferencia | Puntos |
| -------------- | ---------- | ---------- | ---------- | ---------- | ------- | --------- | ---------- | ------ |
| Nueva Zelanda  | 3          | 3          | 0          | 0          | 111     | 5         | 106        | 9      |
| Francia        | 3          | 2          | 0          | 1          | 78      | 33        | 45         | 7      |
| Estados Unidos | 3          | 1          | 0          | 2          | 36      | 78        | −42        | 5      |
| China Taipéi   | 3          | 0          | 0          | 3          | 12      | 121       | −109       | 3      |

### Grupo C
| Equipo        | Encuentros | Encuentros | Encuentros | Encuentros | Tantos  | Tantos    | Tantos     | Puntos |
| Equipo        | jugados    | ganados    | empatados  | perdidos   | a favor | en contra | diferencia | Puntos |
| ------------- | ---------- | ---------- | ---------- | ---------- | ------- | --------- | ---------- | ------ |
| Australia     | 3          | 3          | 0          | 0          | 139     | 0         | 139        | 9      |
| Canadá        | 3          | 2          | 0          | 1          | 78      | 50        | 28         | 7      |
| Corea del Sur | 3          | 1          | 0          | 2          | 62      | 59        | 3          | 5      |
| Singapur      | 3          | 0          | 0          | 3          | 7       | 177       | −170       | 3      |

### Grupo D
| Equipo    | Encuentros | Encuentros | Encuentros | Encuentros | Tantos  | Tantos    | Tantos     | Puntos |
| Equipo    | jugados    | ganados    | empatados  | perdidos   | a favor | en contra | diferencia | Puntos |
| --------- | ---------- | ---------- | ---------- | ---------- | ------- | --------- | ---------- | ------ |
| Japón     | 3          | 2          | 1          | 0          | 99      | 52        | 47         | 8      |
| Sudáfrica | 3          | 2          | 0          | 1          | 117     | 34        | 83         | 7      |
| Samoa     | 3          | 1          | 1          | 1          | 113     | 42        | 71         | 6      |
| Malasia   | 3          | 0          | 0          | 3          | 5       | 206       | −201       | 3      |

## Fase Final

### Cuartos de final
| 2 de abril | Fiyi | 34 - 14 | Francia |  |  |

| 2 de abril | Canadá | 26 - 0 | Japón |  |  |

| 2 de abril | Australia | 50 - 0 | Sudáfrica |  |  |

| 2 de abril | Nueva Zelanda | 35 - 0 | Papúa Nueva Guinea |  |  |

### Semifinal
| 2 de abril | Fiyi | 19 - 5 | Canadá |  |  |

| 2 de abril | Australia | 0 - 19 | Nueva Zelanda |  |  |

### Final
| 2 de abril | Fiyi | 27 - 22 | Nueva Zelanda |  |  |

| Bandera de Fiyi        |
| Campeón Fiyi           |
| 5º título del circuito |